# Všestudy (Ústí nad Labem)
Všestudy è un comune della Repubblica Ceca facente parte del distretto di Chomutov, nella regione di Ústí nad Labem.